# Djuprigg
Djuprigg är ett hjälpmedel under trolling där man får ner beten på djupare vatten. Det sitter en vikt (lod) på runt ett kilo (kan variera) fäst på en metallwire; därefter sitter en eller flera linor ifrån spön fästa i denna. När fisken hugger så lossnar linan ifrån djupriggen.